# Yasutsune Uehara
Pour les articles homonymes, voir Uehara.
Yasutsune Uehara (上原 康恒, Uehara Yasutsune) est un boxeur japonais né le 12 octobre 1949 à Naha.

## Carrière
Champion du Japon des poids super-plumes en 1975, 1976 et entre 1977 et 1980, il devient champion du monde WBA de la catégorie le 2 août 1980 à Détroit après sa victoire par KO à la 6e reprise contre Samuel Serrano. Uehara conserve son titre aux points face à Leonel Hernandez puis perd le combat revanche contre Serrano. Il met un terme à sa carrière après ce combat sur un bilan de 27 victoires et 5 défaites.